# سیارک ۵۹۹۸

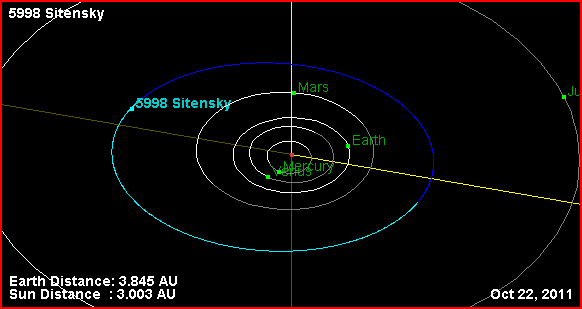
سيارك 5998

سیارک ۵۹۹۸ (به انگلیسی: 5998 Sitensky، نامگذاری:1986RK1) پنج هزار و نهصد و نود و هشتمین سیارک کشف شده‌است که در ۲ سپتامبر ۱۹۸۶ کشف شد.
قدر مطلق سیارک برابر ۱۳٫۱۰ است.